# Dej, nosorog, pazi kam stopaš
Dej, nosorog, pazi kam stopaš je četrti studijski album slovenske rock skupine Zmelkoow, izdan 15. junija 1999 pri založbi Primitivc glasbic. Na albumu se nahaja uspešnica »Bit«.

## Seznam pesmi
Vse pesmi je napisala skupina Zmelkoow.
1. »Bit« – 4:26
2. »Plažna reportaža« – 3:45
3. »Rokerski pogreb« – 2:55
4. »Univerzal« – 3:39
5. »Na moji dlani« – 3:22
6. »Nagradno potovanje« – 2:26
7. »Dragi Dedek Mraz« – 3:00
8. »Po srcu poštenjak« – 3:36
9. »Depresiven komad« – 3:46
10. »Brez dlake na jeziku, prosim« – 3:33
11. »Nimam pojma« – 0:51
12. »Od avta do vode« – 4:27
13. »Leti, leti, leti« – 3:59
14. »Vrži se« – 3:09

## Zasedba

### Zmelkoow
- Goga Sedmak — vokal, kitara
- Žare Pavletič — bas kitara
- Damjan Barut — bobni
- Teo Kahrimanović — klaviature